# Sarlós Boldogasszony-templom (Nemesdicske)
Sarlós Boldogasszony-temploma a 16. századból származik, Verebély leányegyháza. Barokk és klasszicista stílusban, a 18. század második felében átépítették. 1766-tól a község kocsmáltatási bérét ismét a Boldogságos Szűz Mária kápolnára fordították. 1798-ban panasszal is éltek a kocsmáltatási egyezség megszegése miatt. 1874-ben felújították és kiegészítették. 1910-ben ismét restaurálták. 1991-ben a tetőzetet cserélték.
Az oltárképen Szűz Máriának Erzsébetnél tett látogatása látható. Értékes inventáriuma volt (faszobrok, kehely). Az 1990-es években a templomot feltörték és kifosztották.

## Temető

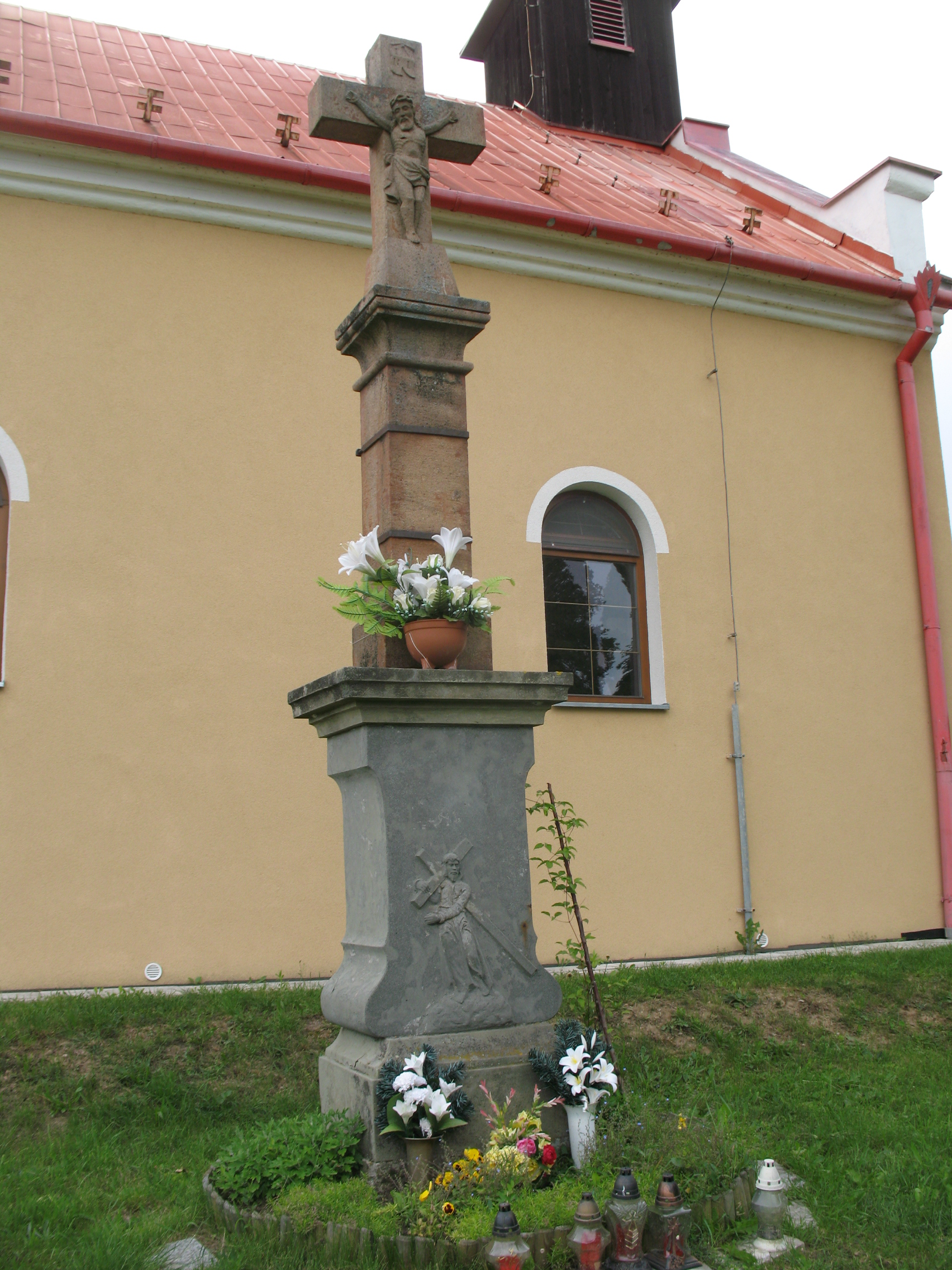
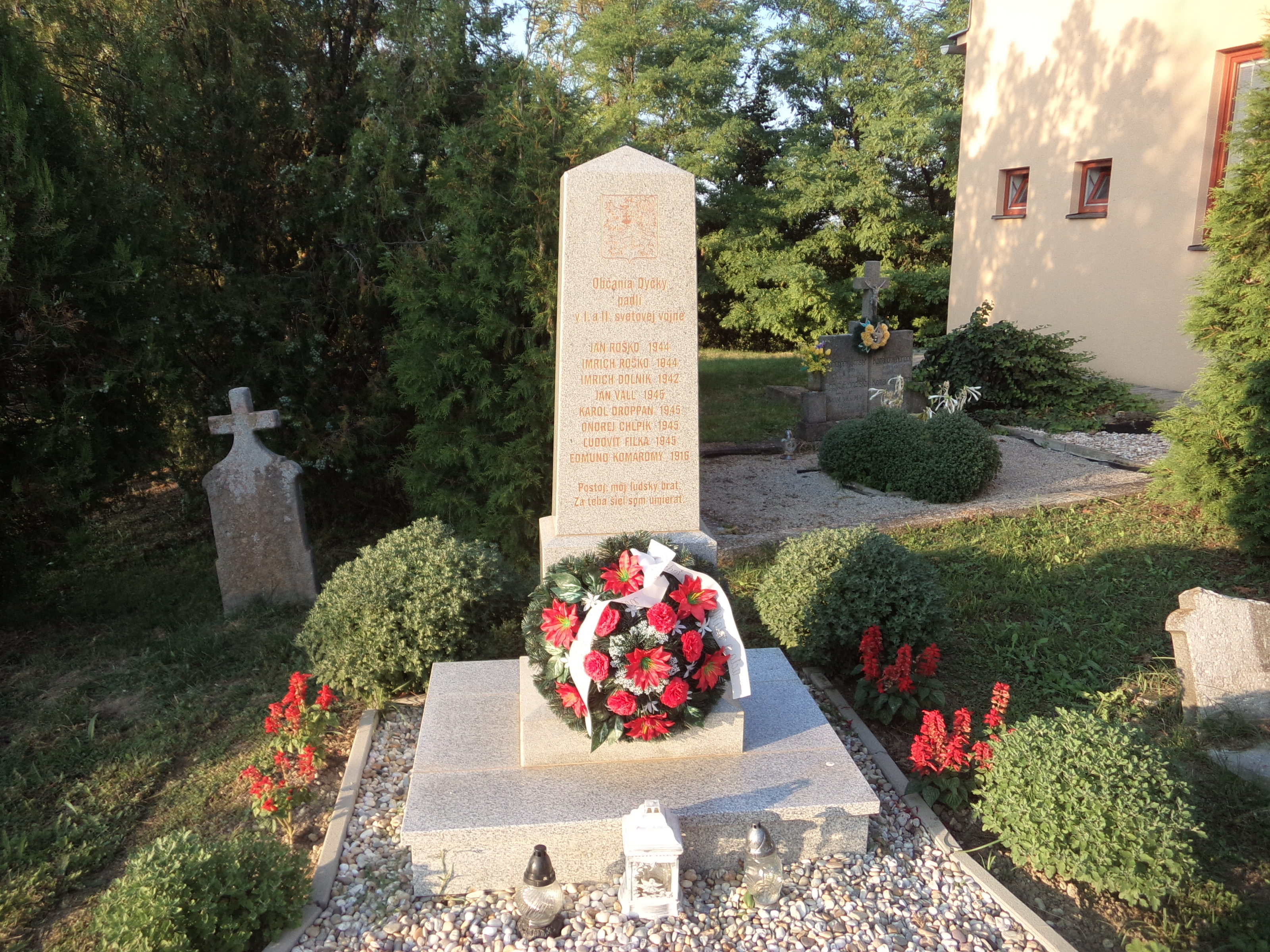
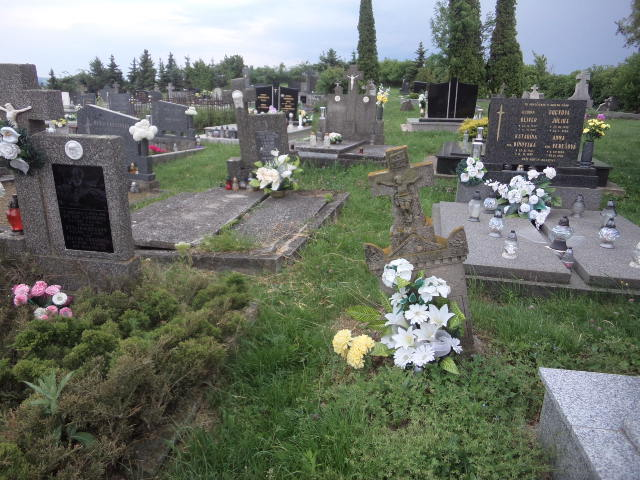
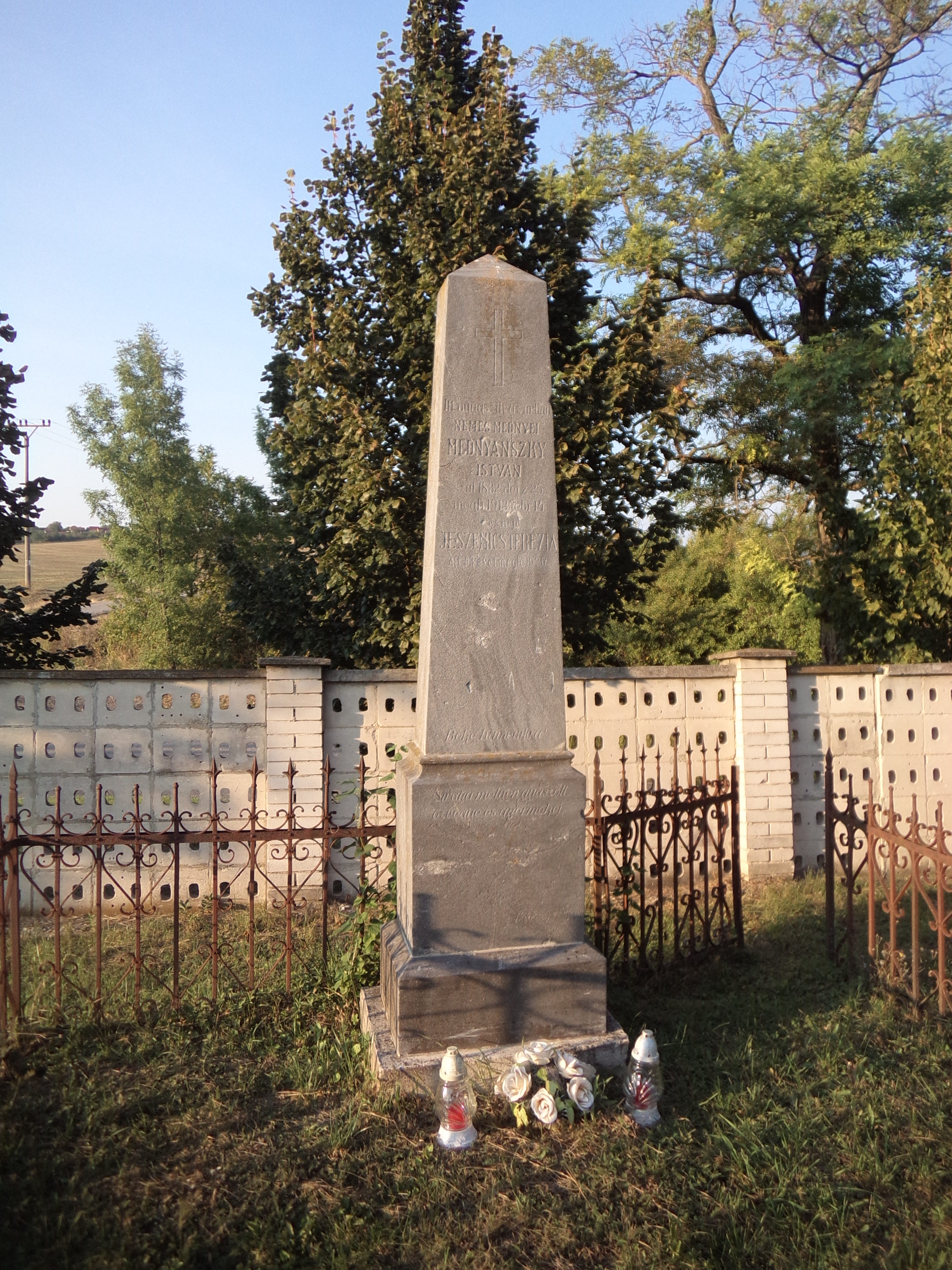
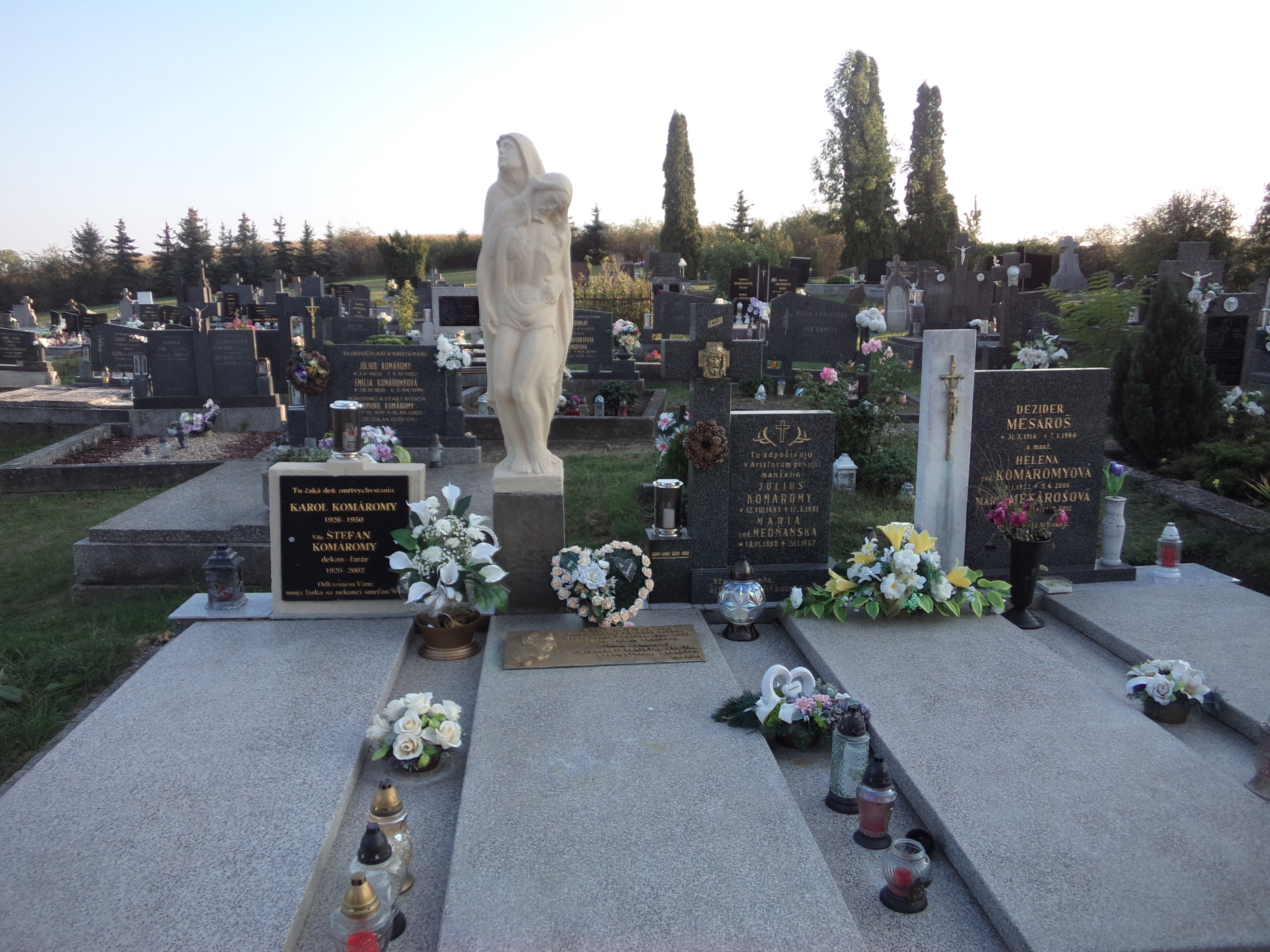
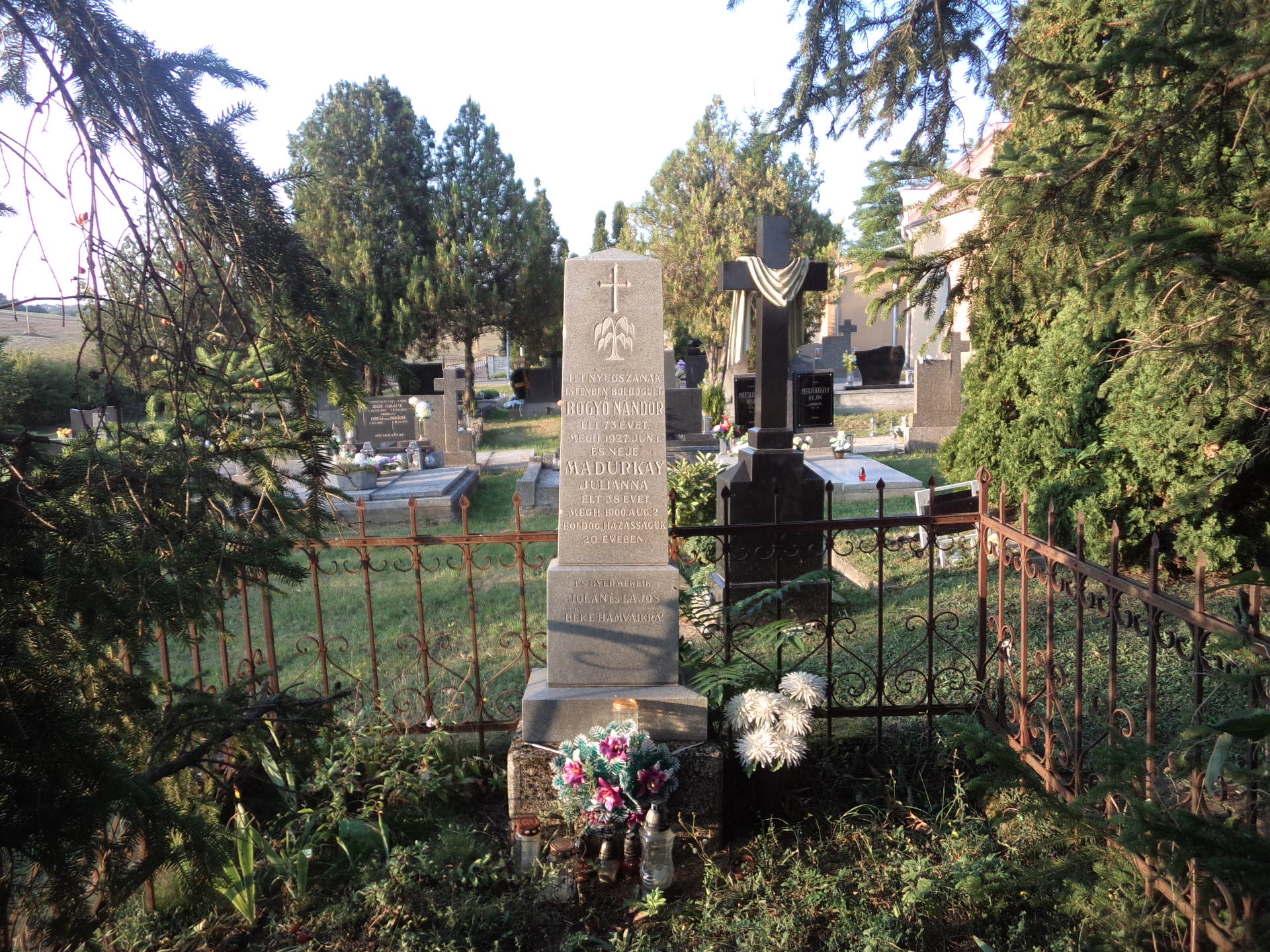
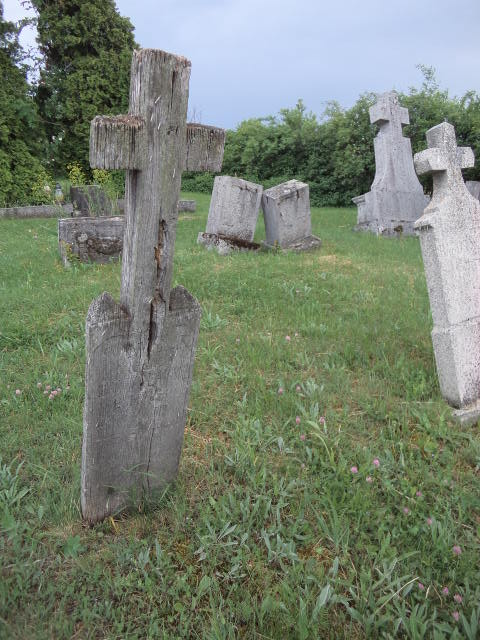
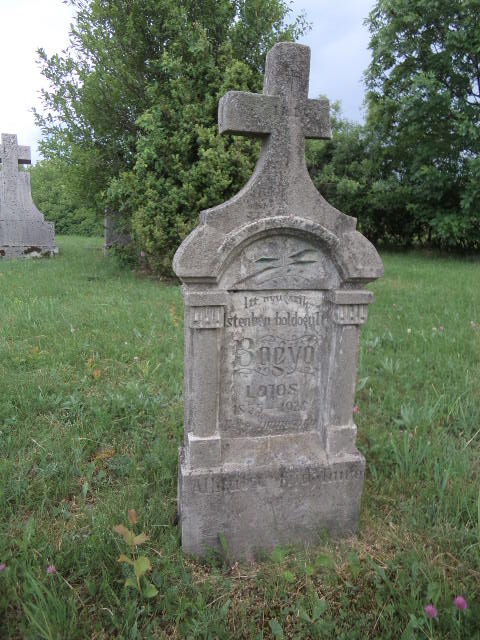
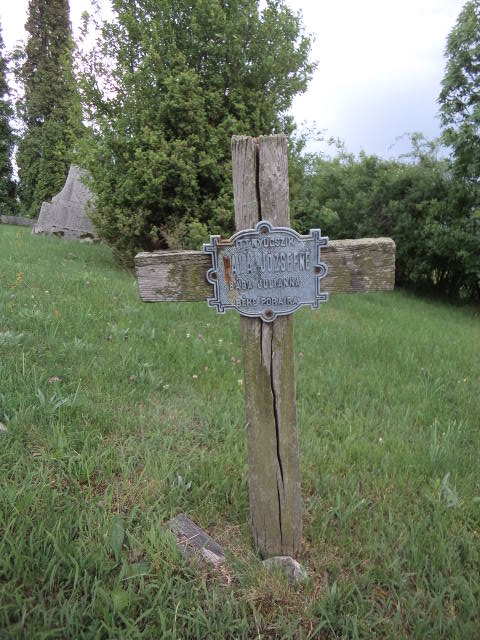